# 司马义·艾买提
司马义·艾买提（維吾爾語：ئىسمائىل ئەھمەد‎，拉丁维文：Isma'il Ehmet，1935年9月—2018年10月16日），维吾尔族，新疆策勒人，中国共产党、中华人民共和国政治人物，原副国级领导人。中央高级党校新疆班毕业，大专学历。

## 生平
司马义·艾买提于1952年3月参加工作，在新疆和田地区土改训练班当学员，在策勒县搞减租反霸和土地改革工作。1953年8月加入中国共产党。1954年，任新疆策勒县四区团工委书记、团县工委书记。1956年，任新疆策勒县委副书记、县长（其间：1960年至1962年在中央高级党校新疆班学习）。1963年，任新疆维吾尔自治区和田地委宣传部副部长。1966年，任新疆维吾尔自治区党委文教政治部副主任。
文化大革命初期受到冲击，1969年任新疆维吾尔自治区革委会常委、文教卫生组组长。1972年新疆维吾尔自治区党委书记（当时设有第一书记）、自治区革委会副主任、自治区党委组织部部长。1979年，任新疆维吾尔自治区党委副书记、自治区人民政府主席，晋升正部级。1986年离开新疆，任国家民族事务委员会主任、党组书记。
1988年4月，当选全国政协副主席、全国政协党组成员，国家民族事务委员会主任、党组书记，成为党和国家领导人。1993年3月，任国务委员兼国家民族事务委员会主任、党组书记。1998年3月任国务委员、国务院党组成员。2003年3月在第十届全国人大一次会议上当选全国人大常委会副委员长，2008年3月卸任。
2018年10月16日11时58分因病在北京逝世，享年83岁，时任中共中央政治局常委和胡锦涛于10月18日出席其告别仪式，後以民族习俗安葬于新疆维吾尔自治区乌鲁木齐市革命烈士陵园。

## 家庭
- 长子：尼加提·司马义，配偶：迪丽娜尔·阿布都拉，育有两个孩子。女儿：伟尼拉·尼加提（维妮娜）
- 次子：伊力夏提·司马义